# 289 Nenetta
289 Nenetta este un asteroid din centura principală, descoperit pe 10 martie 1890, de Auguste Charlois.